# Lista de filmes com temática LGBT de 2022
Esta é uma lista de filmes de longa e média metragem que contém personagens e/ou temática lésbica, gay, bissexual, ou transgênera lançados em 2022.
| Título                                                     | Direção | País                                                        | Gênero                             | Elenco | Anotações |
| ---------------------------------------------------------- | --- | ----------------------------------------------------------- | ---------------------------------- | --- | --- |
| #LookAtMe                                                  | Ken Kwek | Singapura                                                   | Drama                              | Yao, Pam Oei, Shu Yi Ching, Janice Koh, Adrian Pang, Sivakumar Palakrishnan                                                                      | Após filmar um vídeo em defesa de seu gêmeo gay, um youtuber é vilanizado pela sociedade                                                                                                  |
| 5 Dreamers and a Horse                                     | Aren Malakyan, Vahagn Khachatryan                                                                                        | Armênia, Suíça, Alemanha, Dinamarca                         | Documentário                       | | Segue um fazendeiro solitário, uma operadora de elevador, e duas jovens amigas, todos em Yerevan e todos com um sonho                                                                     |
| The Affairs of Lidia                                       | Bruce LaBruce | Canadá, Espanha                                             | Comédia                            | Vanna Bardot, Skye Blue, Drew Dixon, Pascale Drevillon, Sean Ford, Markus Kage                                                                   | Uma modelo descobre que seu marido boxeador está tendo um caso com um fotógrafo, que por sua parte está traindo seu amante                                                                |
| Los agitadores                                             | Marco Berger | Argentina                                                   | Comédia, Drama                     | Bruno Giganti, Agustín Machta, Franco de la Puente, Iván Masliah, Facundo Mas, Iván Díaz Benítez                                                 | Explora o ambiente paradoxal homoerótico e homofóbico do vestiário masculino |
| Alice + Freda Forever                                      | Jennifer Kent | EUA                                                         | Drama, Histórico                   | | Baseado no livro de Alexis Coe O romance trágico entre duas jovens em Memphis em meados do século XIX                                                                                     |
| Alis                                                       | Clare Weiskopf, Nicolas Van Hemelryck                                                                                    | Colômbia, Chile, Romênia                                    | Documentário                       | | Dez mulheres que viviam nas ruas de Bogotá conjuram uma amiga imaginária |
| All Kinds of Love                                          | David Lewis | EUA                                                         | Comédia, Romance                   | Steve Callahan, Cody Duke, Michael Dumas, Spike Mayer, Jerry McDaniel Jr., Matthew Montgomery                                                    | Logo antes do julgamento de 2015 que legalizaria o casamento gay, dois homens se divorciam                                                                                                |
| All Man: The International Male Story                      | Bryan Darling, Jesse Finley Reed                                                                                         | EUA                                                         | Documentário                       | Matt Bomer, Brian Buzzini, Parvesh Cheena, John Coulter, Simon Doonan, Drew Droege                                                               | Sobre a International Male, uma marca de catálogo de roupas masculinas |
| The Almond and the Seahorse                                | Celyn Jones, Tom Stern                                                                                                   | Reino Unido                                                 | Drama                              | Rebel Wilson, Charlotte Gainsbourg, Meera Syal, Trine Dyrholm, Alice Lowe, Ruth Madeley                                                          | Uma mulher e sua parceira tentam se ajustar a uma nova realidade após a primeira sofrer um traumatismo craniano                                                                           |
| Am I Ok?                                                   | Tig Notaro, Stephanie Allynne                                                                                            | EUA                                                         | Comédia, Drama, Romance            | Dakota Johnson, Sonoya Mizuno, Molly Gordon, Tig Notaro, Jermaine Fowler, Whitmer Thomas                                                         | Com sua melhor amiga está prestes a se mudar para Londres, uma mulher decide sair do armário                                                                                              |
| Les amandiers                                              | Valeria Bruni-Tedeschi                                                                                                   | França, Itália                                              | Comédia, Drama                     | Louis Garrel, Nadia Tereszkiewicz, Micha Lescot, Vassili Schneider, Suzanne Lindon, Isabelle Renauld                                             | Segue quatro alunos de uma prestigiosa escola de atores no final dos anos 80 |
| Amar Sin Miedo                                             | Juan Frausto | México                                                      | Drama, Romance                     | Alejandro Belmonte, Katherine Munroe, Rosa Isela Frausto, Andres Roma, Carmen Baqué, Miguel Ángel Pontón                                         | Segue a jornada de autodescoberta de um jovem em Taxco |
| La amiga de mi amiga                                       | Zaida Carmona | Espanha                                                     | Comédia, Romance                   | Zaida Carmona, Alba Cros, Thaïs Cuadreny, Aroa Elvira, Rocío Saiz                                                                                | [ 13 ] |
| Angry Son (世界は僕らに気づかない)                         | Kashou Iizuka | Japão                                                       | Drama                              | Horike Kazuki, Gow, Shinohara Masafumi, Murayama Tomoka, Iwaya Kenji                                                                             | Um jovem filipino-japonês procura por seu pai enquanto explora sua sexualidade e a vivência birracial no Japão                                                                            |
| Anhell69                                                   | Theo Montoya | Romênia, Colômbia, França, Alemanha                         | Drama                              | Camilo Najar, Sergio Pérez, Juan Pérez, Alejandro Hincapié, Julian David Moncada, Camilo Machado                                                 | [ 15 ] |
| Anima: Die Kleider meines Vaters                           | Uli Decker | Alemanha                                                    | Documentário                       | | Após a morte de seu pai, a diretora descobre uma caixa contendo seu maior segredo |
| Anything's Possible                                        | Billy Porter | EUA                                                         | Romance                            | Yasmin Finney, Abubakr Ali, Renée Elise Goldsberry, Courtnee Carter, Kelly Lamor Wilson, Grant Reynolds                                          | Um garoto se confessa a uma garota trans após pedir conselhos na internet |
| Aristotle and Dante Discover the Secrets of the Universe   | Aitch Alberto | EUA                                                         | Drama, Fantasia                    | Max Pelayo, Reese Gonzales, Eugenio Derbez, Veronica Falcón, Kevin Alejandro, Eva Longoria                                                       | Baseado no livro homônimo de Benjamin Alire Sáenz, , segue dois jovens mexicanos-americanos explorando sua amizade, sexualidade, e o caminho para a autodescoberta em El Paso nos anos 80 |
| Arrête avec tes mensonges                                  | Olivier Peyon | França                                                      | Drama                              | Victor Belmondo, Doriane Chastanet, Julien De Saint Jean, Guillaume de Tonquédec, Jérémy Gillet, Davide Grody                                    | Um escritor retorna a sua cidade natal e confronta suas memórias ao conhecer o filho de seu primeiro amor                                                                                 |
| Art and Pep                                                | Mercedes Kane | EUA                                                         | Documentário                       | Cleve Jones, Lori Lightfoot, Greg Harris, Arthur Johnston, José Pepe Peña, Mike Simmons                                                          | Sobre o ativismo dos líderes do movimento de direitos civis Art Johnston e Pepe Peña |
| Astro                                                      | Nicky Lisa Lapierre | Bélgica                                                     | Drama                              | Mara Taquin, Chloé Larrère, Jaskaran Brady, Beth Cohen, Natalia Naranjo                                                                          | [ 21 ] |
| Attachement                                                | Gabriel Bier Gislason | Dinamarca                                                   | Romance, Terror                    | Josephine Park, Ellie Kendrick, Sofie Gråbøl, David Dencik                                                                                       | Após a misteriosa convulsão de sua namorada inglesa, uma atriz dinamarquesa conhece a mãe controladora desta                                                                              |
| August at Twenty-two                                       | Sophia Castuera | EUA                                                         | Drama, Comédia                     | Ali Edwards, Lilli Kay, Mia Rose Kavensky, Jorge Felipe Guevara, Clay Singer, Canning Robb                                                       | [ 23 ] |
| Badhaai Do (बधाई दो)                                         | Harshavardhan Kulkarni                                                                                                   | Índia                                                       | Comédia, Drama                     | Rajkummar Rao, Bhumi Pednekar, Seema Pahwa, Sheeba Chaddha, Nitesh Pandey, Loveleen Mishra                                                       | Um policial gay e uma professora lésbica se casam para apaziguar suas famílias |
| Balaban                                                    | Aysulu Onaran | EUA                                                         | Drama                              | Irina Gylko, Chingiz Kapin, Kamila Fun-So | Dois adolescentes no Cazaquistão planejam roubar um falcão-sacre para conseguirem dinheiro para se mudarem para Paris                                                                     |
| Barcelona fuera del armario                                | Iban Pàmies Merlo, Belén Rodríguez López, Toni Torbellino Méndez                                                         | Espanha                                                     | Documentário                       | | A história da luta por direitos da comunidade LGBT em Barcelona |
| Bashtaalak sa'at                                           | Mohammad Shawky Hassan                                                                                                   | Egito, Líbano, Alemanha                                     | Drama                              | | Uma narradora tenta contar a história do amor entre dois homens mas encontra as histórias dos muitos amantes conectados aos dois                                                          |
| Beauty                                                     | Andrew Dosunmu | EUA                                                         | Drama, Romance                     | Gracie Marie Bradley, Sharon Stone, James Urbaniak, Joey Bada$$, Aleyse Shannon                                                                  | Uma jovem cantora negra tenta manter sua autonomia e identidade quando consegue um contrato lucrativo                                                                                     |
| Before I Change My Mind                                    | Trevor Anderson | Canadá                                                      | Drama                              | Vaughan Murrae, Dominic Lippa, Lacey Oake, Matthew Rankin, Shannon Blanchet, Rohan Khare                                                         | Em 1987, um novo aluno de gênero indeterminado forma um laço complicado com o valentão da turma                                                                                           |
| Berdreymi                                                  | Guðmundur Arnar Guðmundsson                                                                                              | Islândia, Dinamarca, Suécia, Países Baixos, República Checa | Drama                              | Birgir Dagur Bjarkason, Áskell Einar Pálmason, Viktor Benóný Benediktsson, Snorri Rafn Frímannsson, Sunna Líf Arnarsdóttir, Kamilla Guðrún Lowen | Um garoto excluído é acolhido por um trio de encrenqueiros |
| Better Nate Than Ever                                      | Tim Federle | EUA                                                         | Musical                            | Rueby Wood, Joshua Bassett, Aria Brooks, Michelle Federer, Finn Egan-Liang, Mandy Gonzalez                                                       | Um garoto obcecado por musicais tenta fazer seus sonhos se tornarem realidade na Broadway                                                                                                 |
| Beyond Ed Buck                                             | Jayce Baron, Hailie Sahar                                                                                                | EUA                                                         | Documentário                       | Hailie Sahar, DeMarco Majors, George M. Johnson, Kalyn Rivers, Gregory Canillas, Raniyah Copeland                                                | [ 31 ] |
| Bežná selhání                                              | Cristina Groşan | República Checa, Hungria, Itália, Eslováquia                | Ficção Científica, Drama           | Taťjana Medvecká, Beáta Kaňoková, Vica Kerekes, Jana Stryková, Rostislav Novák, Linda Boubínová                                                  | Três mulheres tem que juntar forças para sobreviver o apocalipse |
| Bingwit                                                    | Neal 'Buboy' Tan | Filipinas                                                   | Drama                              | Krista Miller, Drei Arias, Conan King, Rob Sy, Aldwin Alegre                                                                                     | Uma mulher ambiciosa usa seu corpo para atrair seu marido político, seu empregado, e seu amante, mas tudo muda quando este último e o empregado se apaixonam                              |
| BJ: The Life and Times of Bosco and Jojo                   | Sergio Bonacci Lapalma                                                                                                   | Argentina                                                   | Documentário                       | Marcelo Bosco, Jo Johannes | A história da dupla de diretores argentinos Bosco & Jojo |
| Black as U R                                               | Micheal Rice | EUA                                                         | Documentário                       | | Explora as vidas interseccionais de pessoas negras LGBT |
| Le bleu du caftan                                          | Maryam Touzani | Marrocos                                                    | Drama                              | Lubna Azabal, Saleh Bakri, Ayoub Messioui | Um casal dono de uma tradicional loja de cafetã contrata um aprendiz que logo chama a atenção do marido                                                                                   |
| Bodies Bodies Bodies                                       | Halina Reijn | EUA                                                         | Terror, Suspense, Comédia          | Amandla Stenberg, Maria Bakalova, Myha'la Herrold, Chase Sui Wonders, Rachel Sennott, Lee Pace                                                   | |
| Boku mo aitsu mo shinrô desu (僕もアイツも新郎です。)      | Kôji Tanaka | Japão                                                       | Comédia, Romance                   | Shôno Hayama, Hiroki Iijima, Munenori Nagano | Tudo parece dar errado no dia do casamento entre um professor de jardim de infância e um fazendeiro                                                                                       |
| Bones and All                                              | Luca Guadagnino | Itália, EUA                                                 | Terror                             | Timothée Chalamet, Taylor Russell, Michael Stuhlbarg, Chloë Sevigny, Mark Rylance, David Gordon Green                                            | [ 38 ] |
| The Book of Ruth                                           | Michael Arden | EUA                                                         | Drama                              | Ruth Wilson, Matt Bomer | Em 1983, uma mulher religiosa decide se educar sobre a epidemia da AIDS após conhecer seu um vizinho gay, que acabou de perder seu parceiro                                               |
| Boylesque                                                  | Bogna Kowalczyk | Polônia, República Tcheca                                   | Documentário                       | Lulla La Polaca | A história da drag queen mais velha da Polônia |
| Borrowed                                                   | Carlos Rafael Betancourt, Oscar Ernesto Ortega                                                                           | Cuba, EUA                                                   | Suspense, Drama                    | Jonathan Del Arco, Héctor Medina | Um artista conhece um homem mais jovem online, mas o que era um encontro casual vira algo sinistro                                                                                        |
| Breaking the Ice                                           | Clara Stern | Áustria                                                     | Drama                              | Judith Altenberger, Tobias Samuel Resch, Alina Schaller                                                                                          | A estranha tensão entre a capitã de um time de hóquei e uma nova jogadora se transforma quando seu irmão desaparecido retorna                                                             |
| Bristol Fashion                                            | Pierre Guillet | EUA                                                         | Drama                              | Lea Nayeli, Raul A. Perez, Richard DiFrisco, Thomas Daniel, Gabriel Morales, Nicholas M. Garofolo                                                | Uma jovem trans fugindo de seu passado compra um barco caindo aos pedaços e se apaixona pelo antigo dono                                                                                  |
| Broadway                                                   | Christos Massalas | Grécia, França, Romênia                                     | Drama                              | Elsa Lekakou, Foivos Papadopoulos, Stathis Apostolou, Rafael Papad, Salim Talbi, Christos Politis                                                | [ 44 ] |
| Bros                                                       | Nicholas Stoller | EUA                                                         | Romance, Comédia                   | Billy Eichner, Luke Macfarlane, Ts Madison, Miss Lawrence, Symone, Guillermo Díaz                                                                | Dois homens com problemas de comprometimento tentam manter um relacionamento |
| Calcinculo                                                 | Chiara Bellosi | Itália, Suíça                                               | Drama                              | Gaia Di Pietro, Andrea Carpenzano, Barbara Chichiarelli, Giandomenico Cupaiuolo, Francesca Antonelli, Alessio Praticò                            | [ 46 ] |
| Cantando en las azoteas                                    | Enric Ribes | Espanha                                                     | Drama                              | Gilda Love, Chloe Romero | Uma drag queen nonagenária precisa cuidar de uma criança abandonada |
| Casa Susanna                                               | Sébastien Lifshitz | França                                                      | Documentário                       | | Sobre o titular lar que abrigava mulheres trans nas décadas de 50 e 60 |
| Celebrating Laughter: The Life and Films of Colin Higgins  | Nicholas Eliopoulos | EUA                                                         | Documentário                       | Colin Higgins, Cybill Shepherd, Lily Tomlin, Dolly Parton, Jane Fonda, Cat Stevens                                                               | A vida do roteirista, ator, diretor, e produtor gay americano Colin Higgins |
| Cherry Valentine: Gypsy Queen and Proud                    | Pete Grant | Reino Unido                                                 | Documentário                       | Cherry Valentine | A drag queen Cherry Valentine tenta conciliar sua identidade queer com sua identidade romani                                                                                              |
| Children of Sin                                            | Christopher Wesley Moore                                                                                                 | EUA                                                         | Terror                             | Meredith Mohler, Lewis Hines, Jo-Ann Robinson, Ana-Claire Henley, Cami Roebuck, Jacob Thomas                                                     | Após seu padrasto descobrir que ela está grávida e ele é gay, dois irmãos são enviados para um sinistro retiro religioso                                                                  |
| Chleb i sól                                                | Damian Kocur | Polônia                                                     | Drama                              | Tymoteusz Bies, Jacek Bies, Nadim Suleiman, Nikola Raczko, Dawid Piejko, Nadim Shalabi                                                           | Um jovem pianista retorna à sua cidade natal em meio a crescentes tensões entre a população local e um grupo de estrangeiros                                                              |
| Chrissy Judy                                               | Todd Flaherty | EUA                                                         | Comédia                            | Todd Flaherty, Wyatt Fenner, Joey Taranto, Kiyon Spencer, James Tison, Nicole Spiezio                                                            | Dois melhores amigos e parceiros de drag entram em conflito quando um deles anuncia que vai mudar de cidade com o namorado                                                                |
| Chronique d'une liaison passagère                          | Emmanuel Mouret | França                                                      | Drama, Romance                     | Sandrine Kiberlain, Vincent Macaigne, Georgia Scalliet, Maxence Tual                                                                             | Uma mulher solteira e um homem casado entram em um relacionamento puramente sexual |
| Les Cinq diables                                           | Léa Mysius | França                                                      | Drama, Fantasia                    | Adèle Exarchopoulos, Daphne Patakia, Noée Abita, Patrick Bouchitey, Moustapha Mbengue, Sally Dramé                                               | [ 55 ] |
| Close                                                      | Lukas Dhont | Bélgica, França, Países Baixos                              | Drama                              | Émilie Dequenne, Léa Drucker, Kevin Janssens, Igor van Dessel, Marc Weiss, Eden Dambrine                                                         | Dois garotos de 13 anos têm sua amizade testada quando colegas de escola começam a questionar seu relacionamento                                                                          |
| Coma                                                       | Bertrand Bonello | França                                                      | Drama                              | Julia Faure, Louise Labèque, Laetitia Casta, Gaspard Ulliel, Vincent Lacoste, Louis Garrel                                                       | |
| Corpolitica                                                | Pedro Henrique França | Brasil                                                      | Documentário                       | Andréa Bak, Monica Benicio, William De Lucca, Erika Hilton                                                                                       | Segue a campanha eleitoral de quatro candidatos LGBT durante as eleições municipais no Brasil em 2020                                                                                     |
| Cosas de amigos                                            | Giovanni Ciccia | Peru                                                        | Comédia                            | Gisela Ponce de León, Juan Ignacio di Marco, Gianfranco Brero, Bruno Ascenzo, Emilia Drago, Miguel Davalos                                       | Quando seu amigo sai do armário, um homem conservador tenta reverter a situação |
| Crush                                                      | Sammi Cohen | EUA                                                         | Romance, Comédia, Drama            | Auli'i Cravalho, Rowan Blanchard, Aasif Mandvi, Michelle Buteau, Tyler Alvarez, Megan Mullally                                                   | Uma jovem artista é forçada a entrar para o time de corrida da escola e usa a oportunidade para se aproximar da garota de quem gosta                                                      |
| Çilingir Sofrasi                                           | Ali Kemal Guven | Turquia                                                     | Drama                              | Ecrin Bolkar, Adnan Devran, Baris Gonenen, Gulhan Kadim, Ahmet Rifat Sungar                                                                      | Dois amigos dos tempos de escola se reencontram após 17 anos, e pensam na vida que teriam em uma terra sem a masculinidade tóxica                                                         |
| D'Vinci Testa Rosa Now                                     | Malga Kubiak | Suécia                                                      | Crime                              | Raphael Domagala, Johan Hamrin, Goyo Anchou, Gunnel Berge                                                                                        | Uma reconstrução de alguns eventos da vida do pintor Leonardo da Vinci |
| Les Damnés ne pleurent pas                                 | Fyzal Boulifa | França, Bélgica, Marrocos                                   | Drama                              | Antoine Reinartz | Mãe e filho se mudam para Tânger para escapar do último escândalo em que ela se meteu |
| De Noche los Gatos son Pardos                              | Valentin Merz | Suíça                                                       | Fantasia                           | Robin Mognetti, Valentin Merz, Dogartzi Magunagoicoechea, Jean-Charles de Quillacq, Maxi Schmitz, Natalia Portnoy                                | As gravações de um filme libertino no interior são interrompidas com o desaparecimento do diretor                                                                                         |
| Des garçons de province                                    | Gaël Lépingle | França                                                      | Drama                              | Yves Batek Mendy, Léo Pochat, Edouard Prévot, Serge Renko                                                                                        | Três histórias sobre três homens e a vida gay em cidades pequenas |
| A Dice with 5 Sides                                        | Riccardo Tamburini | Itália, Espanha                                             | Romance                            | Alexander Ananasso, Jake Garvey, Eleonora Cucciarelli, David Paryla, Christian Cánovas, Chiara D'Anna                                            | Quando sentimentos inesperados surgem, dois homens em busca de algo apenas casual decidem fazer um jogo                                                                                   |
| Do Revenge                                                 | Jennifer Kaytin Robinson                                                                                                 | EUA                                                         | Comédia                            | Camila Mendes, Maya Hawke, Austin Abrams, Rish Shah, Talia Ryder, Alisha Boe                                                                     | |
| Dodo                                                       | Panos H. Koutras | Grécia                                                      | Drama, Romance                     | Marisha Triantafyllidou, Smaragda Karydi, Akis Sakellariou, Nikos Gelia, Natasa Exintaveloni, Kris Radanov                                       | Menos de 40 horas antes do casamento de sua filha com um homem rico, o aparecimento inesperado de um dodô atrapalha as celebrações de uma família                                         |
| Dones d'aigua                                              | Héctor Romance | Andorra                                                     | Fantasia                           | Carla Araujo, Mercè Canals, Irina Robles | Nos anos 40, uma mulher vivendo sozinha nas montanhas descobre os segredos de um misterioso lago                                                                                          |
| Donna                                                      | Jay Bedwani | França, Reino Unido                                         | Documentário                       | Donna Personna | Sobre a ativista trans Donna Personna |
| Dos estaciones                                             | Juan Pablo González | México                                                      | Drama                              | Manuel Garcia-Rulfo, Teresa Sánchez, Rafaela Fuentes, Tatín Vera                                                                                 | Uma mulher tenta salvar sua fábrica de tequila, a fonte de economia e orgulho de sua comunidade                                                                                           |
| Dope Queens                                                | Grafton Doyle | EUA                                                         | Suspense, Romance, Drama           | Trace Lysette, Alexandra Grey, Pierson Fodé, Kylie Sonique Love, Phil Austin, Erik Braa                                                          | Três amigos passam uma noite louca em São Francisco no primeiro distro trans legalmente reconhecido do mundo                                                                              |
| Dracula: The Original Living Vampire                       | Maximilian Elfeldt | EUA                                                         | Suspense, Terror, Fantasia         | Michael Ironside, Jake Herbert, Christine Prouty, India Davies, Ryan Woodcock                                                                    | Quando sua namorada desaparece no meio de uma investigação, a detetive Van Helsing é forçada a confrontar a existência de monstros                                                        |
| Dreaming Walls: Inside the Chelsea Hotel                   | Amélie van Elmbt, Maya Duverdier                                                                                         | EUA                                                         | Documentário                       | | A história do icônico Hotel Chelsea contada a partir de sua reforma |
| Easy Tiger                                                 | Karel Tuytschaever | Bélgica, Países Baixos                                      | Drama                              | Evgenia Brendes, Giada Castioni, Mickaël Pelissier, Benjamin Ramon, Hilde Wils, Casper Wubbolts                                                  | Um momento inesperado em uma seção com um cliente força um psicólogo a confrontar a si mesmo                                                                                              |
| Ek Jagah Apni (एक जगह अपनी)                                 | Ektara Collective | Índia                                                       | Drama                              | Manish Soni, Muskan, Akash Jamra, Soljar Baghmare, Shivani Bajpal, Suman Dhurve                                                                  | trad. Um Lugar Só Nosso Duas mulheres trans procuram uma casa após terem sido despejadas do lugar que haviam alugado                                                                      |
| Ember's Edge                                               | Edgar Alejandro | EUA                                                         | Suspense                           | Edith Bahena, Lance Caver, Danielle Chambers | Um casal aventureiro experiencia turbulências em seu relacionamento ao embarcar em uma jornada pela floresta                                                                              |
| Empress of Vancouver                                       | Dave Rodden-Shortt | Canadá                                                      | Documentário                       | Oliv Howe | Segue a ícone trans Oliv Howe enquanto ela se prepara para o aniversário de 40 anos da sua coroação                                                                                       |
| Encintados                                                 | Gianfranco Quattrini | Argentina, Peru                                             | Comédia, Romance                   | Benjamín Amadeo, Magdyel Ugaz, Ximena Palomino, Sergio Galliani, Jely Reategui, Katia Condos                                                     | [ 75 ] |
| The End of Sex                                             | Sean Garrity | Canadá                                                      | Comédia                            | Emily Hampshire, Jonas Chernick, Gray Powell, Lily Gao, Melanie Scrofano, Eden Cupid                                                             | Um casal tenta desesperadamente reconquistar a magia de seu casamento |
| Erin's Guide to Kissing Girls                              | Julianna Notten | Canadá                                                      | Comédia                            | Elliot Stocking, Jesyca Gu, Rosali Annikie, Dabria Peta-Dragos, Alissa Gokhstein, Alyssa Marie Nanos                                             | O laço entre duas amigas é testada quando uma delas entra em uma nova escola e se apaixona pela garota popular                                                                            |
| Esther Newton Made Me Gay                                  | Jean Carlomusto | EUA                                                         | Documentário                       | | Explora a vida e o trabalho da antropóloga cultural Esther Newton |
| Estuaries                                                  | Lior Shamriz | México, EUA                                                 | Drama                              | Lior Shamriz, Chelsea Rector, Emily Lucid, Rebecka Jackson-Moeser, Peter Kalisch, Jordan G                                                       | Após a morte de seu parceiro, um homem recebe a ajuda dos amigos deste em seu processo de imigração, mas alguns tem motivos ulteriores                                                    |
| Un été comme ça                                            | Denis Côté | França                                                      | Drama                              | Larissa Corriveau, Laure Giappiconi, Samir Guesmi, Aude Mathieu, Anne Ratte-Polle                                                                | Três mulheres se reúnem em uma casa no campo para explorar os problemas com suas vidas sexuais                                                                                            |
| Everything Everywhere All at Once                          | Dan Kwan e Daniel Scheinert                                                                                              | EUA                                                         | Ficção Científica, Ação, Comédia   | Michelle Yeoh, Stephanie Hsu, Ke Huy Quan, James Hong, Jamie Lee Curtis, Harry Shum Jr.                                                          | |
| Exploited                                                  | Jon Abrahams | EUA                                                         | Suspense                           | Jordan Ver Hoeve, Sierra McCormick, Makenzie Vega, William Peltz, Leah Pipes, Spencer List                                                       | Um universitário encontra vídeos de um modelo de webcam em um pendrive que podem ser provas de assassinato                                                                                |
| Le Favolose                                                | Roberta Torre | Itália                                                      | Documentário                       | Porpora, Nicole De Leo, Sofia Mehiel, Veet Sandeh, Mizia Ciulini, Iaia                                                                           | Cinco mulheres trans finalmente leem a carta deixada por sua amiga falecida anos antes |
| Il filo invisibile                                         | Marco S. Puccioni | Itália                                                      | Comédia, Drama                     | Filippo Timi, Francesco Scianna, Francesco Gheghi, Giulia Maenza, Jodhi May, Valentina Cervi                                                     | Um adolescente filma um documentário sobre seus pais gays mas é surpreendido por um plot twist da vida real                                                                               |
| Fire Island                                                | Andrew Ahn | EUA                                                         | Comédia, Romance                   | Joel Kim Booster, Bowen Yang, Margaret Cho, Conrad Ricamora, James Scully, Matt Rogers                                                           | Adaptação gay moderna do romance Orgulho e Preconceito ambientada na Fire Island |
| Fogo-fátuo                                                 | João Pedro Rodrigues | Portugal                                                    | Comédia                            | Mauro Costa, André Cabral, Joel Branco, Oceano Cruz, Margarida Vila-Nova, Miguel Loureiro                                                        | Um rei em seu leito de morte relembra seu passado, seu desejo de ser bombeiro, e seu grande amor                                                                                          |
| Football’s Coming Out                                      | James Willis | Reino Unido                                                 | Documentário                       | | Explora as barreiras que impedem jogadores profissionais de futebol de sair do armário |
| For Nolan's Sake                                           | Dustin Hubbard | EUA                                                         | Drama                              | Frankie LaPace, Sam Peterson, Jack Waterloo, Melissa Matisko, Michael Chapman, Michael Kenneth Fahr                                              | [ 86 ] |
| Fördom & stolthet - En queer filmhistoria                  | Eva Beling | Suécia                                                      | Documentário                       | Harriet Andersson, Liv Ullmann, Saga Becker, Stina Ekblad, Bruce LaBruce, Marie-Louise Ekman                                                     | Uma jornada pela história da representação LGBT no cinema sueco |
| Frágil                                                     | Pedro Henrique | Portugal                                                    | Comédia, Drama                     | Miguel Ângelo Santarém, Francisco Belard, Clara Dias, Redgi Cardoso, Sara Leite, Rafaela Viana                                                   | Segue as vivências noturnas de uma grupo de jovens desiludidos |
| Framing Agnes                                              | Chase Joynt | EUA                                                         | Documentário                       | Zackary Drucker, Angelica Ross, Jen Richards, Silas Howard, Max Wolf Valerio, Stephen Ira                                                        | A história da mulher trans que participou do famoso estudo sobre gênero de Harold Garfinkel nos anos 60                                                                                   |
| Freedom from Everything                                    | Mike Hoolboom | EUA                                                         | Documentário                       | | Hoolboom usa suas próprias memórias para comparar a pandemia do coronavírus dos anos 2020 com a pandemia da AIDS dos anos 80 e 90                                                         |
| Fun Home                                                   | Sam Gold | EUA                                                         | Drama, Comédia                     | Jake Gyllenhaal | Adaptação da graphic novel/musical homônimo |
| George Michael Freedom Uncut                               | George Michael, David Austin                                                                                             | Reino Unido, Bahamas, EUA                                   | Documentário                       | George Michael, Naomi Campbell, Christy Turlington, Cindy Crawford, Tatjana Patitz, Linda Evangelista                                            | Focado em um período formativo na carreira do cantor George Michael |
| Germino Pétalas No Asfalto                                 | Coraci Ruiz, Julio Matos                                                                                                 | Brasil                                                      | Documentário                       | Jack Celeste, Helena Agalenéa, Noah Silveira Ruiz, Paul Parra, Rafaela Vaz                                                                       | Segue a transição de gênero de um jovem em meio ao fortalecimento de uma nova onda de conservadorismo no Brasil                                                                           |
| Glass Onion: A Knives Out Mystery                          | Rian Johnson | EUA                                                         | Suspense, Aventura, Comédia        | Daniel Craig, Edward Norton, Janelle Monáe, Kathryn Hahn, Leslie Odom Jr., Jessica Henwick                                                       | [ 93 ] |
| God Save the Queens                                        | Jordan Danger | EUA                                                         | Comédia, Drama                     | Alaska Thunderfuck, Laganja Estranja, Joaquim de Almeida, Peter Facinelli, Michelle Visage, Luenell                                              | Um quarteto de drag queens dissecam seus problemas em um retiro terapeutico |
| Golden Delicious                                           | Jason Karman | Canadá                                                      | Romance, Drama                     | Cardi Wong, Chris Carson, Parmiss Sehat, Ryan Mah, Leeah Wong, Claudia Kai                                                                       | Um adolescente asiático-canadense tenta entrar no time de basquete da escola para chamar a atenção de um garoto novo                                                                      |
| Heartbeast                                                 | Aino Suni | Finlândia, França, Alemanha                                 | Suspense, Drama                    | Elsi Sloan, Carmen Kassovitz, Lucille Guillaume, Camille Adel, Bencherif Chilla                                                                  | Quando se muda para França, uma rapper adolescente finlandesa nutre uma paixão obsessiva pela filha do namorado de sua mãe                                                                |
| Heatwave                                                   | Ernie Barbarash | EUA                                                         | Romance, Suspense                  | Kat Graham, Merritt Patterson, Sebastian Roché, Cardi Wong, Roger Cross                                                                          | Uma mulher ambiciosa tem um caso com a esposa de seu chefe |
| HeBGB TV                                                   | Eric Griffin, Jake McClellan, Adam Lenhart                                                                               | EUA                                                         | Terror, Ficção Científica, Comédia | Knucklehead, Curtis Proctor-Artz, Van Reiner, Willow Reiner, Michael Garland, Mike Madrigale                                                     | Uma caixa de TV a cabo infiltra uma vizinhança e exibe um conteúdo nostálgico mortal para os moradores                                                                                    |
| The History of Sound                                       | Oliver Hermanus | EUA                                                         | Drama, Romance, Guerra             | Josh O'Connor, Paul Mescal | Durante a Primeira Guerra Mundial, dois jovens gravam suas vidas, vozes, e músicas para enviar para sua cidade natal                                                                      |
| The Holiday Sitter                                         | Ali Liebert | EUA                                                         | Comédia, Romance                   | Jonathan Bennett, George Krissa, Chelsea Hobbs, Donia Kash, Everett Andres, Matthew James Dowden                                                 | Um homem precisa da ajuda de seu vizinho para cuidar de seus sobrinhos durante as festas de fim de ano                                                                                    |
| Holy Wound                                                 | Ashok R. Nath | Índia                                                       | Romance, Drama                     | Janaki Sudheer, Amrita, Sabu Praudeen | Duas mulheres apaixonadas desde a infância se reencontram anos após uma breve separação                                                                                                   |
| Hotel Milano                                               | Pasquale Marrazzo | Itália                                                      | Drama                              | Michele Costabile, Jacopo Costantini | Dois homens apaixonados sofrem com os abusos de um grupo de neo-nazistas e a intolerância de suas famílias                                                                                |
| El Houb                                                    | Shariff Nasr | Países Baixos                                               | Drama                              | Fahd Larhzaoui, Lubna Azabal, Slimane Dazi, Sabri Saddik, Yahya Gaier, Emmanuel Ohene Boafo                                                      | Um homem de negócios marroquino-holandês se barrica em um armário de verdade para evitar sair do armário metafórico para seus pais tradicionais                                           |
| How to Tell a Secret                                       | Shaun Dunne, Anna Rodgers                                                                                                | Irlanda                                                     | Documentário, Drama                | Shaun Dunne, Eva-Jane Gaffney, Jade Jordan, Lauren Larkin, Robbie Lawlor, Lady Veda                                                              | [ 104 ] |
| Hridoy Bosot                                               | Sankha | Índia                                                       | Documentário                       | Sudeb Suvana, Chhaya Sadhu, Sadhan Sadhu, Sagar Sadhu, Ismail Gazi, Alessio Maximilian Schroder                                                  | Uma mulher trans de Bengala passa por uma cirurgia de afirmação de gênero |
| A Human Position                                           | Anders Emblem | Noruega                                                     | Drama                              | Amalie Ibsen Jensen, Maria Agwumaro, Lars Halvor Andreassen, Pål Bakke, Kjetil Dyb Lied, Anita Valderhaug                                        | Uma jornalista local investiga a deportação forçada de um imigrante procurando asilo |
| Hypochondriac                                              | Addison Heimann | EUA                                                         | Suspense, Drama, Terror            | Zach Villa, Devon Graye, Madeline Zima, Chris Doubek, Marlene Forte, Paget Brewster                                                              | Após reencontrar sua mãe bipolar, um artista gay entra em uma espiral mental que ameaça revelar os segredos de seu passado                                                                |
| I Wanna Dance with Somebody                                | Kasi Lemmons | EUA                                                         | Biográfico, Drama                  | Naomi Ackie, Stanley Tucci, Ashton Sanders, Tamara Tunie, Nafessa Williams, Clarke Peters                                                        | [ 108 ] |
| I’ll Show You Mine                                         | Megan Griffiths | EUA                                                         | Drama                              | Poorna Jagannathan, Casey Thomas Brown | Uma autora entrevista seu sobrinho modelo pansexual |
| Iguana Like the Sun                                        | Julián Robles | México                                                      | Drama                              | Dolores Heredia, Kristyan Ferrer, Luisa Huertas, Mayra Batalla, Fernando Alvarez Rebeil                                                          | [ 110 ] |
| In from the Side                                           | Matt Carter | Reino Unido                                                 | Drama                              | Alexander Lincoln, Alexander King, William Hearle, Christopher Sherwood, Peter McPherson, Pearse Egan                                            | Segue o romance proibido entre dois jogadores de rugby do mesmo time |
| In Her Words: 20th Century Lesbian Fiction                 | Lisa Marie Evans, Marianne K. Martin                                                                                     | EUA                                                         | Documentário                       | | A história e o impacto da ficção lésbica da década de 1920 até os anos 90 |
| The Inspection                                             | Elegance Bratton | EUA                                                         | Drama                              | Jeremy Pope, Gabrielle Union, Bokeem Woodbine, Raúl Castillo                                                                                     | Um jovem gay se alista na marinha e luta para ter a aprovação da mãe |
| It Is in Us All                                            | Antonia Campbell-Hughes                                                                                                  | Irlanda                                                     | Suspense                           | Cosmo Jarvis, Rhys Mannion, Claes Bang, Antonia Campbell-Hughes, Keith McErlean, Mark O'Halloran                                                 | Um homem cínico retorna a sua cidade natal e é atraído pelo jovem que quase o mata em um acidente de carro                                                                                |
| Jacked                                                     | William Clift | EUA                                                         | Drama                              | Cade Becker, Josielyn Aguilera, Andy Arias, Mel England, Wil J. Jackson, Andy Lauer                                                              | Expulso de casa por ser gay, um jovem de Michigan viaja até Hollywood para alcançar seus sonhos                                                                                           |
| The Jessica Cabin                                          | Daniel Montgomery | EUA                                                         | Terror                             | Chase Williamson, Daniel Montgomery, Will Tranfo, Riley Rose Critchlow, Noelle Urbano, Melinda DeKay                                             | Um jovem de coração quebrado fica preso em um chalé com duas outras almas solitárias |
| Jimmy in Saigon                                            | Peter McDowell | Reino Unido                                                 | Documentário                       | | Explora a morte misteriosa do irmão do diretor em Saigon em 1972 |
| The Journey Ahead                                          | Linda-Lisa Hayter | EUA                                                         | Comédia, Romance                   | Holly Robinson Peete, Kaylee Bryant, Mark Humphrey, Jessica Steen, Chanelle Peloso, Natasha Burnett                                              | Uma atriz de Hollywood e uma jovem especialista de selvas viajam juntas de Los Angeles até Nova Iorque                                                                                    |
| Joyland                                                    | Saim Sadiq | Paquistão                                                   | Romance, Drama                     | Rasti Farooq, Sarwat Gilani, Ali Junejo, Sania Saeed, Alina Khan, Salmaan Peerzada                                                               | Uma família patriarcal anseia pelo nascimento de um menino, mas tem sua estrutura abalada quando o filho mais novo se apaixona por uma artista trans                                      |
| Kam motýli nelétají                                        | Roman Nemec | República Tcheca                                            | Drama                              | Daniel Krejcík, Jirí Vojta, Jakub Krejca, Jaroslav Dusek, Klára Melísková, Martin Mysicka                                                        | Um jovem e seu professor se encontram em uma situação perigosa e acabam se aproximando |
| Když prší slzy                                             | Michaela Semela | República Tcheca                                            | Drama                              | Aneta Kernová, Matej Dejdar, Cristiano Donati, Hana Drozdová, Karolína Krézlová, Iveta Elisabeth Lit                                             | Uma mulher abusada pelo marido conhece e se apaixona por outra que já esteve na mesma situação                                                                                            |
| Kim og Wenche - retten til å elske                         | Liew Ceng Teng | Noruega                                                     | Documentário                       | Kim Friele, Wenche Lowzow, Hans Petter Harboe, Ingvild Endestad, Aasmund Robert Vik, Erling Lae                                                  | Sobre Karen-Christine Friele e Wenche Lowzow, casal de ativistas pioneiras do movimento LGBT na Noruega                                                                                   |
| Kristina                                                   | Nikola Spasić | Sérvia                                                      | Drama                              | Kristina Milosavljevic, Livia Banka, Jelena Galovic, Zvonimir Pudelka, Marko Radisic                                                             | Uma prostituta trans retrata a si mesmo e seu dia a dia em Belgrado |
| Kurak Günler                                               | Emin Alper | Turquia                                                     | Drama, Suspense                    | Selahattin Paşalı, Ekin Koç, Eylül Ersöz, Selin Yeninci, Erdem Şenocak, Nizam Namidar                                                            | Um jovem procurador-geral se muda para uma pequena cidade e se aproxima do dono de um jornal local                                                                                        |
| The Last Day of Retrograde                                 | Lukas Sarnow | EUA                                                         | Drama                              | Sarah Silva-James, Samantha Alexa, Winston Wang, Kaya Mey, Gisele Matocq, Sidney Pippin                                                          | [ 123 ] |
| LCV (Lütfen Cevap Veriniz)                                 | Kaan Arici, Ismet Kurtulus                                                                                               | Turquia                                                     | Drama                              | Melisa Senolsun, Cem Yigit Uzümoglu, Ushan Çakir                                                                                                 | Uma hora antes de seu casamento, noivo e noiva começam a duvidar de seu relacionamento quando o padrinho começa a revelar seu passado                                                     |
| Lemon Squeezy                                              | Kevin Hartford | Canadá                                                      | Comédia                            | Reilly Brennan, Steve Venegas, Camille Horton-Poole, Rebecca Falvey, Jessica Barry, Shahin Mohammadi                                             | Após ser rejeitado pelo rapaz que gosta, um adolescente acidentalmente causa o apocalipse bíblico                                                                                         |
| The Liar                                                   | Tony Hagger | Reino Unido                                                 | Comédia                            | Asa Butterfield, Charles Dance, Rupert Everett, Tom Wilkinson, Jeff Goldblum, David Walliams                                                     | Adaptação da semi-autobiografia homônima de Stephen Fry |
| Lill-Zlatan och morbror Raring                             | Christian Lo | Suécia                                                      | Comédia                            | Agnes Colliander, Simon J. Berger, Tibor Lukács, Danyar Zeydanlioglu, William Spetz, Inger Nilsson                                               | Quando seus pais viajam, uma menina foge para a casa do tio excêntrico, mas sente ciúmes do novo namorado deste                                                                           |
| Lo Que Se Hereda                                           | Victoria Linares Villegas                                                                                                | República Dominicana                                        | Documentário                       | Victoria Linares Villegas, Oscar Torres | A diretora reencena os roteiros não produzidos de um parente gay uma vez famoso que foi apagado por sua família                                                                           |
| Lobo e cão                                                 | Cláudia Varejão | Portugal                                                    | Drama                              | Ana Cabral, Ruben Pimenta, Cristiana Branquinho, Marlene Cordeiro, João Tavares, Nuno Ferreira                                                   | [ 129 ] |
| Lonesome                                                   | Craig Boreham | Austrália                                                   | Drama                              | Josh Lavery, Daniel Gabriel, Anni Finsterer, Ian Roberts, Ally Morgan, Vincent Andriano                                                          | Fugindo de um escândalo, um jovem de uma cidade pequena conhece um homem com suas próprias cicatrizes em Sydney                                                                           |
| Long Live My Happy Head                                    | Austen McCowan, Will Hewitt                                                                                              | Reino Unido                                                 | Documentário                       | | Um escocês diagnosticado com um tumor cerebral cria uma HQ sobre sua experiência e tenta manter um relacionamento à distância com seu namorado                                            |
| The Longest Weekend                                        | Molly Haddon | Austrália                                                   | Drama                              | Mia Artemis, Elly Hiraani Clapin, Adam Golledge                                                                                                  | Três irmãos brigados passam a viver sob o mesmo teto novamente quando o pai que os abandonou retorna                                                                                      |
| Lora, A Life in Multiple Scenes                            | Hera Anderson | EUA                                                         | Documentário                       | Hera Anderson | Uma mulher trans tenta sobreviver como uma atriz em Los Angeles |
| Lotus Sports Club                                          | Tommaso Colognese, Vanna Hem                                                                                             | Camboja, Países Baixos                                      | Documentário                       | | Segue um jovem jogador de futebol trans por 5 anos |
| Love, Classified                                           | Stacey N. Harding | EUA                                                         | Romance, Comédia                   | Melora Hardin, Katherine McNamara, Max Lloyd-Jones, Arienne Mandi, Matthew Kevin Anderson, Baraka Rahmani                                        | Uma novelista tenta se reconectar com seus filhos adultos enquanto estes exploram novos e velhos relacionamentos                                                                          |
| Love is a Map                                              | Ryan Balas | EUA                                                         | Romance                            | Daniel Armando, Rica de Ocampo, Kristin Guerin, Jara Skagfjord, Moira Stone, Sarah Traisman                                                      | Duas ex-namoradas se reencontram quando uma delas pede que a outra ajude a espalhar as cinzas de seu falecido marido                                                                      |
| Lover, Beloved                                             | Michael Tully | EUA                                                         | Musical                            | Suzanne Vega | Adaptação do monólogo homônimo de Suzanne Vega |
| Loving Highsmith                                           | Eva Vitija | Alemanha, Suíça                                             | Documentário                       | Patricia Highsmith | Sobre a escritora Patricia Highsmith, baseado em suas escritas pessoais sobre sua família e amantes                                                                                       |
| Lucky                                                      | Loren Denis, Anthony Vibert                                                                                              | França                                                      | Documentário                       | Luc Bruyere | A história do artista drag Luc Bruyère, que perdeu o braço esquerdo no nascimento devido à agenesia e é HIV positivo                                                                      |
| Lugares a los que nunca hemos ido                          | Roberto Pérez Toledo | Espanha                                                     | Drama, Comédia                     | Belén Fabra, Francesc Corbera, Pepe Ocio, Verónika Moral, Emilio Buale, Ana Risueño                                                              | [ 140 ] |
| Le lycéen                                                  | Christophe Honoré | França                                                      | Drama                              | Paul Kircher, Vincent Lacoste, Juliette Binoche, Xavier Giannoli, Christophe Honoré, Wilfried Capet                                              | Um adolescente decide abandonar a mentira que contava a si mesmo |
| Magisterlekarna                                            | Ylva Forner | Suécia                                                      | Drama, Erótico, Suspense           | Johan Ehn, Christian Arnold, Nino Forss, Arvin Kananian, Johan Charles, Joel Valois                                                              | [ 142 ] |
| Mama Bears                                                 | Daresha Kyi | EUA                                                         | Documentário                       | | Sobre mães conservadoras cristãs que se tornaram fortes aliadas LGBT |
| Mama's Boy: A Story from Our Americas                      | Laurent Bouzereau | EUA                                                         | Documentário                       | Dustin Lance Black | Baseado nas memórias do roteirista e produtor americano Dustin Lance Black |
| Manscaping                                                 | Broderick Fox | EUA                                                         | Documentário                       | Jessie Anderson, Devan Shimoyama, Richard Savvy                                                                                                  | Segue três barbeiros queer que reimaginam os estilos tradicionais da masculinidade |
| Marte Um                                                   | Gabriel Martins | Brasil                                                      | Drama, Comédia                     | Carlos Francisco, Camilla Souza, Rejane Faria, Cícero Lucas                                                                                      | Uma família negra de classe média baixa de Contagem, acorda em um país que acaba de eleger um presidente de extrema direita                                                               |
| May-December-January                                       | Mac Alejandre | Filipinas                                                   | Drama                              | Andrea Del Rosario, Gold Azeron, Kych Minemoto, Yayo Aguila, Lander Vera-Perez, Debbie Garcia                                                    | Um jovem é apaixonado por seu melhor amigo, que por sua vez se apaixona pela mãe do primeiro                                                                                              |
| Me busco lejos                                             | Diego Lublinsky | Argentina                                                   | Documentário                       | Lila Lublinsky Anjo, Estela Kiesling, Diego Lublinsky, Graziele Moreira, Xenia Ricas                                                             | Uma jovem lésbica brasileira neta de um pastor evangélico se muda para Buenos Aires com sua irmã e seu cunhado                                                                            |
| Mel                                                        | Paul Cohen, Inna Sahakyan                                                                                                | Armênia, Países Baixos                                      | Documentário                       | Mel Daluzyan | A história de Mel Daluzyan, levantador de peso armênio rejeitado por seu país após se assumir como trans                                                                                  |
| Mi vacío y yo                                              | Adrián Silvestre | Espanha                                                     | Drama                              | Raphaëlle Perez, Alberto Díaz, Marc Ribera, Isabel Rocatti, Carlos Fernández Guía, Carmen Moreno                                                 | Segue a transição de gênero e o cotidiano de uma operadora de telemarketing |
| Miles from Nowhere                                         | Jono Mitchell | EUA                                                         | Drama                              | Seth Dunlap, Cristian Gonzalez, Shane Howell, Madison Hatfield, Andrew Tull, Kristina Arjona                                                     | [ 150 ] |
| Monica                                                     | Andrea Pallaoro | EUA, Itália                                                 | Drama                              | Emily Browning, Patricia Clarkson, Trace Lysette, Joshua Close, Adriana Barraza, Graham Caldwell                                                 | Uma mulher trans retorna para casa pela primeira vez em anos para cuidar de sua mãe adoecida                                                                                              |
| My Fake Boyfriend                                          | Rose Troche | EUA                                                         | Comédia, Romance                   | Keiynan Lonsdale, Dylan Sprouse, Sarah Hyland, Marcus Rosner, Samer Salem, Bukola Walfall                                                        | Um homem cria um namorado falso para manter seu ex longe, mas acaba conhecendo o homem de seus sonhos logo depois                                                                         |
| My Name Is Andrea                                          | Pratibha Parmar | EUA                                                         | Documentário                       | Amandla Stenberg, SoKo, Andrea Riseborough, Ashley Judd, Allen Leech, Christine Lahti                                                            | Um retrato da autora feminista Andrea Dworkin |
| My Policeman                                               | Michael Grandage | EUA                                                         | Romance, Drama                     | Harry Styles, Emma Corrin, David Dawson, Linus Roache, Gina McKee, Rupert Everett                                                                | Na Brighton dos anos 50, um policial casado se apaixona por outro homem |
| My Transparent Life                                        | Miko Allyn, Serena Dc | EUA                                                         | Documentário                       | Jesse Sullivan, Serena Dc, Briannah Jayde, Stassi Kihm                                                                                           | Segue as transições de gênero de um homem, uma mulher, e um casal |
| My Way Out                                                 | Izaskun Arandia | Espanha                                                     | Documentário                       | Vicky Lee | A dona de uma boate trans reflete sobre as muitas histórias de seus clientes |
| Naanu Ladies                                               | Shailaja Padindala | Reino Unido                                                 | Drama                              | Guru Somasundaram, Shailaja Padindala, Medini Kelamane                                                                                           | Uma aspirante a atriz e uma aspirante a pintora se apaixonam e devem lutar contra as barreiras da sociedade e de suas famílias                                                            |
| Nana                                                       | Kamila Andini | Indonésia                                                   | Drama                              | Happy Salma, Laura Basuki, Arswendy Bening Swara, Ibnu Jamil, Rieke Diah Pitaloka, Chempa Puteri                                                 | Após escapar do expurgo anti-comunista de 1965, uma jovem se casa com um rico sudanês, mas seu passado assombra seus sonhos                                                               |
| Nana's Boys                                                | Ashton Pina | EUA                                                         | Drama                              | David J. Cork, Jared Wayne Gladly, Malika Nzinga, Ashton Pina                                                                                    | Um casal gay são confrontados com o fato de seu relacionamento não ser tão sólido quanto imaginavam                                                                                       |
| Nel mio nome                                               | Niccolò Bassetti | Itália                                                      | Documentário                       | Leonardo Arpino, Raffaele Baldo, Andrea Ragno, Nicolò Sproccati                                                                                  | Quatro amigos exploram suas identidades de gênero |
| Nelly och Nadine                                           | Magnus Gertten | Suécia, Bélgica, Noruega                                    | Documentário                       | | Duas mulheres se apaixonam no campo de Ravensbrück. Anos depois, a neta de uma delas procura saber mais sobre sua história                                                                |
| Neon Spring                                                | Matiss Kaza | Letônia                                                     | Drama                              | Marija Luize Melke, Greta Trusina, Gerds Laposka, Agnese Ruksane, Janis Skutelis, Matiss Ozols                                                   | Uma jovem lidando com o divórcio de seus pais encontra pessoas como ela na comunidade techno underground de Riga                                                                          |
| Neverinland                                                | Fatih Gürsoy | Áustria                                                     | Drama                              | Bilen Baris, Jörg Bergen, Alireza Noduschani, Mfilinge Nyalusi, Zaman Kahn Shahin                                                                | Quatro requerentes de asilo em uma casa de refugiados em Viena que aguardam suas decisões judiciais                                                                                       |
| No Makeup                                                  | Monika Konarzewska | Polônia, Islândia                                           | Documentário                       | | Drag queens discutem sobre a criação de um personagem e o que a arte significa para elas durante as preparações para um show                                                              |
| Nope                                                       | Jordan Peele | EUA                                                         | Ficção Científica, Terror          | Daniel Kaluuya, Keke Palmer, Steven Yeun, Brandon Perea, Michael Wincott, Wrenn Schmidt                                                          | |
| Nothing But Flowers                                        | Nicolas Merrias | EUA                                                         | Romance                            | Hayden Vaughn, August Medina, Nina Kova, Andrew Folsom, Austin Bosley, Calvin Picou                                                              | O relacionamento entre dois homens é testado quando um deles é aceito em um programa de graduação de elite                                                                                |
| Now & Then                                                 | Tom Vaughan | Reino Unido                                                 | Drama                              | Richard Armitage, Jacob Dudman, Geraldine James, Stephen Fry, Finty Williams                                                                     | Um homem retorna à sua casa de infância após a morte do pai e relembra uma paixão de sua juventude                                                                                        |
| Nunca seremos parte                                        | Amelia Eloisa | México                                                      | Drama                              | Adriana Palafox, Verónica Langer, Alex Pimienta, Magnolia Corona, Andrea Portal, Xésar Tena                                                      | Após o divórcio de seus pais e a descoberta da sexualidade de sua mãe, uma jovem questiona sua própria orientação ao conhecer a enteada de seu pai                                        |
| Oderzhimaya (Одержимая)                                    | Igor Voloshin | Rússia                                                      | Suspense                           | Lukerya Ilyashenko, Oleg Vasilkov, Evgeny Kharitonov, Georgiy Kudrenko, Anastasiya Kuvshinova, Igor Voloshin                                     | Uma cientista forense libertina tem que resolver um mistério quando a mulher com quem passou a noite anterior aparece em sua mesa de autópsia                                             |
| Of an Age                                                  | Goran Stolevski | Austrália                                                   | Drama, Romance                     | Thom Green, Toby Derrick, Hattie Hook, Jack Kenny, Verity Higgins, Elias Anton                                                                   | Em 1999, um jovem dançarino sérvio corre para buscar sua parceira antes de uma competição e acaba atraído pelo irmão desta                                                                |
| On Earth We're Briefly Gorgeous                            | Bing Liu | EUA                                                         | Drama                              | | Baseado no livro homônimo de Ocean Vuong |
| L'origine du mal                                           | Sébastien Marnier | França, Canadá                                              | Drama                              | Laure Calamy, Suzanne Clément, Doria Tillier, Dominique Blanc, Jacques Weber, Naidra Ayadi                                                       | Uma trabalhadora de fábrica humilde reencontra seu pai bilionário e tem que se adaptar a uma vida de luxo                                                                                 |
| Paloma                                                     | Marcelo Gomes | Brasil                                                      | Drama                              | Samya De Lavor, Suzy Lopes, Ridson Reis, Kika Sena                                                                                               | Uma agricultora trans está determinada a se casar com seu namorado pedreiro em uma igreja                                                                                                 |
| Para:dies                                                  | Elena Wolff | Áustria                                                     | Drama                              | Julia Windischbauer, Elena Wolff, Selina Graf, Melanie Sidhu                                                                                     | Um casal de mulheres tirando férias na casa da mãe de uma delas são acompanhadas por uma amiga documentarista                                                                             |
| Passages                                                   | Ira Sachs | França                                                      | Drama                              | Franz Rogowski, Ben Whishaw, Adèle Exarchopoulos, Erwan Kepoa Falé                                                                               | Dois homens estão juntos à quinze anos, mas um deles começa um caso com uma mulher |
| The People's Joker                                         | Vera Drew | EUA                                                         | Comédia                            | Vera Drew, Lynn Downey, Nathan Faustyn, David Liebe Hart, Sarah Sherman, Bob Odenkirk                                                            | Uma aspirante a palhaço descobrindo sua identidade de gênero combate um fascista mascarado                                                                                                |
| Perfect Strangers                                          | Wissam Smayra | Egito, Líbano, Emirados Árabes Unidos                       | Comédia, Drama                     | Mona Zaki, Eyad Nassar, Nadine Labaki, Adel Karam, Diamand Bou Abboud, Georges Khabbaz                                                           | Remake árabe do filme italiano Perfetti sconosciuti de 2016 |
| Peridot                                                    | Shayne Pax | EUA                                                         | Drama                              | Shayne Pax, Harry Hains, Susan Moore Harmon, Carole White, Malie Mason, Erin Hammond                                                             | Segue um jovem prostituto trabalhando para mandar dinheiro para sua mãe que forma uma amizade improvável com uma autora idosa                                                             |
| Peter von Kant                                             | François Ozon | França                                                      | Drama                              | Isabelle Adjani, Denis Ménochet, Hanna Schygulla, Khalil Ben Gharbia, Stefan Crepon, Aminthe Audiard                                             | Uma adaptação do filme As Lágrimas Amargas de Petra von Kant, porém com um personagem principal masculino                                                                                 |
| Petit Mal                                                  | Ruth Caudeli | Colômbia                                                    | Drama                              | Silvia Varón, Ruth Caudeli, Ana María Otálora | Três mulheres em um relacionamento poliamoroso precisam se reajustar quando uma delas viaja por trabalho                                                                                  |
| Phea                                                       | Rocky Palladino | Reino Unido                                                 | Romance, Suspense, Crime           | Sherika Sherard, Emun Elliott, Iola Evans, Amelia Eve, Velibor Topic, Greg Kolpakchi                                                             | Em uma reimaginação do mito de Orfeu e Eurídice, uma aspirante a cantora procura por sua namorada desaparecida                                                                            |
| La Piedad                                                  | Eduardo Casanova | Espanha, Argentina                                          | Drama                              | Macarena Gómez, Ángela Molina, Ana Polvorosa, María León, Antonio Durán, Alberto Jo Lee                                                          | Segue o relacionamento tóxico entre uma mãe e seu filho |
| Please Baby Please                                         | Amanda Kramer | EUA                                                         | Drama, Musical                     | Andrea Riseborough, Harry Melling, Karl Glusman, Demi Moore, Mary Lynn Rajskub, Ryan Simpkins                                                    | Na Manhattan dos anos 50, um casal se deparam com fantasias sexuais dormentes e uma gangue de greasers                                                                                    |
| Pornomelancholia                                           | Manuel Abramovich | México, Argentina, França, Brasil                           | Documentário                       | Lalo Santos | Segue um influencer de sexo vivendo na região montanhosa do sul do México |
| Proyecto Fantasma                                          | Roberto Doveris | Chile                                                       | Drama                              | Juan Cano | Um jovem ator sonha com o estrelato enquanto lida com vários problemas |
| Punch                                                      | Welby Ings | Nova Zelândia                                               | Drama                              | Tim Roth, Jordan Oosterhof, Conan Hayes, Abigail Laurent, Karl Willetts, Matt Hicks                                                              | Um boxeador adolescente de uma cidade pequena repensa seu futuro e sua sexualidade após conhecer um garoto Maori gay                                                                      |
| Quando Ousamos Existir                                     | Cláudio Nascimento, Marcio Caetano                                                                                       | Brasil                                                      | Documentário                       | | Retrata o início da organização política do Movimento LGBT brasileiro |
| Queens of the Qing Dynasty                                 | Ashley McKenzie | Canadá                                                      | Drama                              | Sarah Walker, Ziyin Zheng | Uma adolescente suicida desenvolve um relacionamento com a estudante chinesa que a vigia enquanto ela está no hospital                                                                    |
| Queer My Friends                                           | Ah-Hyun Seo | Coreia do Sul                                               | Documentário                       | Kang-won, Ah-hyun | Segue a saída do armário de um jovem através dos olhos de sua melhor amiga |
| The Renata Road                                            | Ed Greenberg | Reino Unido                                                 | Suspense                           | C.J. de Mooi, Bex Mellor-Bowman, John Sharp, Ed Theakston, Sharon Sinclair, Eric Colvin                                                          | [ 187 ] |
| La Revanche des Crevettes pailletées                       | Maxime Govare, Cédric Le Gallo                                                                                           | França                                                      | Comédia, Drama                     | Nicolas Gob, Alban Lenoir, Geoffrey Couët, David Baïot, Romain Brau, Romain Lancry                                                               | Continuação do filme Les crevettes pailletées de 2019 |
| Rex Gildo - Der letzte Tanz                                | Rosa von Praunheim | Alemanha                                                    | Biográfico, Documentário           | Sidsel Hindhede, Kai Schumann, Ben Becker, Vera Tschechowa, Walter Kreye, Gitte Hænning                                                          | Docudrama sobre o cantor alemão Rex Gildo |
| Rodéo                                                      | Lola Quivoron | França                                                      | Drama                              | Julie Ledru, Louis Sotton, Junior Correia, Ahmed Hamdi, Antonia Buresi, Mohamed Bettahar                                                         | Uma jovem tem que provar sua resiliência ao se envolver com uma gangue de motoqueiros |
| A Room of My Own (ჩემი ოთახი)                              | Ioseb Bliadze | Geórgia                                                     | Drama                              | Taki Mumladze, Mariam Khundadze, Sophio Zeragia, Lasha Gabunia, Ioseb 'Soso' Bliadze, Giorgi Tsereteli                                           | Uma jovem conquista a liberdade e descobre a si mesma ao alugar um quarto de uma mulher vibrante                                                                                          |
| Rosie                                                      | Gail Maurice | Canadá                                                      | Comédia                            | Melanie Bray, Keris Hope Hill, Constant Bernard, Josee Young, Brandon Oakes                                                                      | Uma menina indígena órfã é forçada a viver com sua tia e as duas melhores amigas de gênero fluido desta na Montreal dos anos 80                                                           |
| Rosodium                                                   | Théodore Tomasz | França                                                      | Drama                              | Thibaut Cattelin, Jules Bahloul, Benoît Rischewski, Anton Cisaruk                                                                                | Durante uma viagem com dois amigos, um jovem engenheiro introvertido conhece um homem misterioso com quem passará os últimos sete dias da jornada                                         |
| Så jävla easy going                                        | Christoffer Sandler | Suécia                                                      | Comédia, Drama                     | Shanti Roney, Emil Algpeus, Mats Blomgren, Hanna Ullerstam, Melina Benett Paukkonen                                                              | Quando a medicação de uma jovem com TDAH acaba, ela terá que lidar com estresse, as consequências de uma aquisição acidental de drogas, e seus sentimentos por outra mulher               |
| Sab changa si                                              | Teresa A Braggs | Índia                                                       | Documentário                       | | Segue os protestos estudantis em Bangalor contra o novo ato de cidadania de 2019 |
| Seguindo Todos os Protocolos                               | Fábio Leal | Brasil                                                      | Comédia                            | Fábio Leal, Paulo César Freire, Marcus Curvelo, Lucas Drummond, Bruce de Araújo, Vitória Liz                                                     | Após ficar 10 meses em lockdown sozinho, um homem decide transar |
| Sessão Bruta                                               | Duca Caldeira, Gabriela Luíza, Pink Molotov, Cafézin, Darlene Valentim, Dyony Moura, Jô Arllen, Marli Ferreira, Vidrynha | Brasil                                                      | Documentário                       | Cafézin, Darlene Valentim, Duca Caldeira, Dyony Moura, Jô Arllen, Marli Ferreira, Pink Molotov                                                   | Jovens transexuais, travestis e não-binários compartilham experiências e percepções de mundo                                                                                              |
| Il signore delle formiche                                  | Gianni Amelio | Itália                                                      | Drama                              | Giuseppe Aiello, Ermino Amelio, Anna Caterina Antonacci, Valerio Binasco, Emma Bonino, Rita Bosello                                              | Sobre o poeta italiano Aldo Braibanti, preso em 1968 por "atividades homossexuais" |
| Silent Love                                                | Marek Kozakiewicz | Polônia, Alemanha                                           | Documentário                       | | Uma mulher deve esconder sua sexualidade e seu relacionamento para conseguir a guarda de seu irmão em sua cidade natal                                                                    |
| Sin ti no puedo                                            | Chus Gutiérrez | México                                                      | Drama,                             | Alfonso Bassave, Mauricio Ochmann, Maite Perroni, Rubén Ochandiano, Pedro Casablanc, Elena Irureta                                               | Um professor de educação física gay sonha em ser pai, e a chegada da irmã ex-dependente de drogas de seu parceiro proporciona uma oportunidade                                            |
| Sirens                                                     | Rita Baghdadi | EUA                                                         | Documentário                       | Lilas Mayassi, Shery Bechara | Segue as fundadoras da primeira banda de metal feminina do Oriente Médio |
| Sisid                                                      | Brillante Mendoza | Filipinas                                                   | Romance, Drama                     | Paolo Gumabao, Vince Rillon, Kylie Verzosa, Christine Bermas, Irma Adlawan                                                                       | Um biólogo marinho se apaixona por seu assistente de mergulho, mas sua esposa descobre o relacionamento clandestino                                                                       |
| Słoń                                                       | Kamil Krawczycki | Polônia                                                     | Drama                              | Jan Hrynkiewicz, Ewa Skibinska, Pawel Tomaszewski                                                                                                | Um jovem que cuida de sua mãe possessiva sonha em deixar a casa quando se apaixona por um músico mais velho                                                                               |
| Soft                                                       | Joseph Amenta | Canadá                                                      | Drama                              | Krista Morin, David Lafontaine, Sochi Fried, Matt Willis, Joy Castro, Jay Yoo                                                                    | Três amigos exploram o mundo noturno LGBT de Toronto, mas o desaparecimento de alguém os puxa de volta à sua realidade                                                                    |
| Splendid Isolation                                         | Urszula Antoniak | Países Baixos                                               | Drama                              | Khadija El Kharraz Alami, Abke Haring, Anneke Sluiters                                                                                           | [ 205 ] |
| Spin Me Round                                              | Jeff Baena | EUA                                                         | Comédia, Romance                   | Alison Brie, Alessandro Nivola, Molly Shannon, Lil Rel Howery, Aubrey Plaza, Fred Armisen                                                        | Uma mulher ganha uma viagem para Florença, e a chance de conhecer o rico e carismático proprietário de uma rede de restaurantes, mas ela encontra uma aventura diferente da que imaginou  |
| Spoiler Alert                                              | Michael Showalter | EUA                                                         | Comédia, Drama                     | Jim Parsons, Ben Aldridge, Sally Field, Josh Pais, Nikki M. James, Antoni Porowski                                                               | Adaptação do livro homônimo de Michael Ausiello |
| Strange World                                              | Don Hall, Qui Nguyen | EUA                                                         | Animação, Ação, Aventura           | Jake Gyllenhaal, Jaboukie Young-White, Gabrielle Union, Lucy Liu, Dennis Quaid                                                                   | Primeiro romance gay adolescente da Disney |
| Stupid for You                                             | Jude Klassen | Canadá                                                      | Drama                              | Mikhael Klassen-Kay, Jude Klassen, Caylin Turner, Mia Rodne, Steve Kasan, Eric Fleising                                                          | Uma jovem tenta reunir a caótica banda punk de sua mãe para impressionar a garota que gosta                                                                                               |
| Sublime                                                    | Mariano Biasin | Argentina                                                   | Drama                              | Martín Miller, Teo Inama Chiabrando, Joaquín Arana, Facundo Trotonda, Azul Mazzeo, Pedro González                                                | Um adolescente se prepara para um show importante para sua banda enquanto lida com um triângulo amoroso                                                                                   |
| Swallowed                                                  | Carter Smith | EUA                                                         | Terror, Suspense                   | Mark Patton, Jena Malone, Cooper Koch, Roe Pacheco                                                                                               | Segue dois melhores amigos em sua última noite juntos |
| Tár                                                        | Todd Field | EUA, Alemanha                                               | Drama, Suspense                    | Cate Blanchett, Noémie Merlant, Nina Hoss, Sophie Kauer, Julian Glover, Allan Corduner                                                           | |
| Tchaikovsky's Wife (Антонина)                              | Kirill Serebrennikov | Rússia                                                      | Biográfico, Drama                  | Odin Lund Biron, Nikita Elenev, Ekaterina Ermishina, Philip Avdeev, Miron Fedorov, Alena Mikhaylova                                              | Segue o relacionamento tumultuoso entre Pyotr Tchaikovsky e sua esposa, Antonina Miliukova                                                                                                |
| They/Them                                                  | John Logan | EUA                                                         | Terror                             | Theo Germaine, Kevin Bacon, Quei Tann, Austin Crute, Monique Kim, Anna Lore, Cooper Koch                                                         | Um assassino misterioso assola um conversão gay |
| This Place                                                 | V.T. Nayani | Canadá                                                      | Drama, Romance                     | Devery Jacobs, Priya Guns, Janïsa Weekes, Alex Joseph, Brittany LeBorgne, Ali Momen                                                              | Vivendo no espaço liminar entre os mundos, duas jovens se apaixonam pela primeira vez e são forçadas a enfrentar suas famílias                                                            |
| Three Headed Beast                                         | Fernando Andrés, Tyler Rugh                                                                                              | EUA                                                         | Drama, Romance                     | Daniel Abramson, Paul Grant, Daniela Lewkowicz, Sarah J. Bartholomew, Avery Merrifield, Rachel DeRouen                                           | Um casal prestes a fechar seu relacionamento aberto encontram um problema quando um deles forma uma intensa conexão com um homem mais jovem                                               |
| Three Months                                               | Jared Frieder | EUA                                                         | Drama                              | Troye Sivan, Viveik Kalra, Brianne Tju, Javier Muñoz, Judy Greer, Amy Landecker                                                                  | Um jovem passa três meses esperando o resultado de seu teste de HIV |
| Tilos Weddings (Οι γάμοι της Τήλου)                        | Panayotis Evangelidis | Grécia                                                      | Documentário                       | Dimitris Tsabrounis, Tasos Aliferis | Em 2008, o prefeito de Tilos aceita oficializar os dois primeiros casamentos entre pessoas do mesmo sexo na Grécia                                                                        |
| La Traidora                                                | Bong Ramos | Filipinas                                                   | Drama                              | Brylle Mondejar, OJ Arci, Joni McNab, Juan Calma, Mia Aquino, Ricardo Cepeda                                                                     | [ 216 ] |
| Tramps!                                                    | Kevin Hegge | Canadá                                                      | Documentário                       | Judy Blame, Duggie Fields, Princess Julia, John Maybury, Philip Sallon, Mark Moore                                                               | Sobre as pessoas por trás do movimento New Romantic |
| Trans Kashmir                                              | Surbhi Dewan, S. A Hanan                                                                                                 | Índia                                                       | Documentário                       | | Explora as dificuldades e a resiliência da comunidade hijra da Caxemira |
| Transe                                                     | Anne Pinheiro Guimarães, Carolina Jabor                                                                                  | Brasil                                                      | Drama                              | Johnny Massaro, Luisa Arraes, Matheus Macena, Ravel Andrade                                                                                      | Uma jovem atriz, um musicista, e um homem de espírito livre vivem um relacionamento, mas um perigo iminente ameaça colocar o futuro de todos em risco                                     |
| Treatment                                                  | Matthew Fifer | EUA                                                         | Terror, Suspense                   | Cole Doman, Brian J. Smith, David Pittu | Um homem retorna à sua homofóbica cidade natal após terminar com o namorado |
| Tres son multitud, cuatro es un desastre                   | Edgar Rocca | Venezuela                                                   | Comédia                            | Leiry Orozco, Keyla Medina, Elmer Pinto, Elysaul Rojas, Antonio Cuevas, Liliana Meléndez                                                         | Duas ex-namoradas descobrem que estão vendo o mesmo terapeuta |
| Três Tigres Tristes                                        | Gustavo Vinagre | Brasil                                                      | Musical, Aventura, Comédia         | Jonata Vieira, Pedro Ribeiro, Filipe Rossato, Gilda Nomacce, Isabella Pereira, Caetano Gotardo                                                   | Três jovens queer conhecem personagens da cidade de São Paulo durante uma pandemia de amnésia                                                                                             |
| Trevor: The Musical                                        | Robin Abrams, Marc Bruni                                                                                                 | EUA                                                         | Musical                            | Ava Briglia, Sammy Dell, Holden Hagelberger, Ellie Kim, Colin Konstanty, Brigg Liberman                                                          | Após um incidente embaraçoso na escola, um garoto de 13 anos deve reunir coragem para forjar seu próprio caminho                                                                          |
| Trick or Treat Scooby-Doo!                                 | Audie Harrison | EUA                                                         | Animação, Comédia, Mistério        | Frank Welker, Grey Griffin, Matthew Lillard, Kate Micucci, Myrna Velasco, Dee Bradley Baker                                                      | [ 223 ] |
| Trois nuits par semaine                                    | Florent Gouëlou | França                                                      | Comédia, Romance                   | Pablo Pauly, Hafsia Herzi, Romain Eck, Harald Marlot, Mathias Jamain Houngnikpo, Holy Fatma                                                      | Um fotógrafo comprometido se envolve com a drag queen que protagoniza seu mais novo projeto                                                                                               |
| Tytöt tytöt tytöt                                          | Alli Haapasalo | Finlândia                                                   | Drama, Romance                     | Linnea Leino, Aamu Milonoff, Eleonoora Kauhanen, Bruno Baer, Amos Brotherus, Oona Airola                                                         | Duas melhores amigas conhecem uma terceira e todas iniciam uma jornada de amadurecimento                                                                                                  |
| L'últim salt                                               | Nando Caballero | Espanha                                                     | Drama                              | Anna Capacés, Frank Capdet, Antonio Juárez, Anna Marín, Yolanda Molina, Mercè Puy                                                                | Após a morte de sua parceira uma fotógrafa planeja deixar seu trabalho e a cidade, mas antes acaba conhecendo um casal de pintoras                                                        |
| The Unabridged Mrs. Vera’s Daybook                         | Robert James | EUA                                                         | Documentário                       | Joshua Grannell, Annie Sprinkle, David Faulk, Michael Johnstone, Mark Trevorrow, Beth Stephens                                                   | Sobre o ativismo e a arte de dois sobreviventes da pandemia da AIDS em São Francisco |
| Unidentified Objects                                       | Juan Felipe Zuleta | EUA                                                         | Ficção Científica, Drama, Comédia  | Matthew Jeffers, Sarah Hay, Hamish Allan-Headley, Roberta Colindrez, Tara Pacheco, Roy Abramsohn                                                 | Um homem gay ranzinza com nanismo e sua vizinha obcecada com alienígenas embarcam em uma viagem que mudará sua estranha amizade para sempre                                               |
| Uýra - A Retomada da Floresta                              | Juliana Curi | Brasil, EUA                                                 | Documentário                       | Zahy Guajajara, Uýra Sodoma | Uma artista trans viaja pela Amazônia em uma jornada de auto-descoberta |
| La Vaca Que Canto Una Cancion Sobre El Futuro              | Francisca Alegría | Chile, França, Alemanha                                     | Drama, Mistério                    | Mía Maestro, Alfredo Castro, Leonor Varela, Marcial Tagle, Luis Dubó                                                                             | [ 230 ] |
| Valley of a Thousand Hills                                 | Bonie Sithebe | África do Sul                                               | Drama                              | Sibongokuhle Nkosi, Mandisa Vilakazi | Uma jovem tem que decidir entre ser a perfeita filha Zulu ou arriscar sua vida pelo amor verdadeiro                                                                                       |
| Un varón                                                   | Fabián Hernández | Colômbia, França, Alemanha, Países Baixos                   | Drama                              | Felipe Ramirez | Um jovem vivendo em um abrigo no centro de Bogotá forçado a se encaixar nos estereótipos de masculinidade explora sua sensibilidade e sexualidade                                         |
| Verão Fantasma                                             | Matheus Marchetti | Brasil                                                      | Terror, Musical                    | Tuna Dwek, Bruno Germano, Tony Germano, Gabriela Gonzalez, Marcos Oli, Matheus Paiva                                                             | No litoral de São Paulo, dois jovens se envolvem enquanto investigam o desaparecimento do amigo de infância de um deles                                                                   |
| Viens je t'emmène                                          | Alain Guiraudie | França                                                      | Drama, Comédia                     | Noémie Lvovsky, Jean-Charles Clichet, Iliès Kadri, Doria Tillier, Renaud Rutten, Philippe Fretun                                                 | Um grupo de pessoas de classe média correm pelas ruas de Clermont-Ferrand após um ataque terrorista                                                                                       |
| Wake Up, Leonard                                           | Kat Mills Martin | EUA                                                         | Comédia                            | Nigel DeFriez, Kira Pearson, Kanoa Goo, Dominique Toney, Gavin Turek, Bruce Bundy                                                                | Nas vésperas de seu aniversário, um homem se prepara para um encontro com seu ex e pede conselhos à sua mãe, sua irmã, e um guru questionável                                             |
| Waking Up Dead                                             | Terracino | EUA                                                         | Comédia                            | Gabriel Sousa, Judy Geeson Traci Lords, Jason Caceres, Angelic Zambrana                                                                          | Um ator tem que lidar com uma carreira fracassada, um namoro em pedaços, e a futura morte de sua mãe viciada                                                                              |
| We Don’t Dance for Nothing                                 | Stefanos Tai | Hong Kong, EUA, Filipinas, Canadá                           | Documentário                       | Miles Sible, Xyza Cada, Chaya Joyce Baris, Juliana Wong, Bianca Lo, Gratiano Wong                                                                | Em meio aos protestos de Hong Kong, uma empregada doméstica filipina planeja sua independência e um grande romance                                                                        |
| When Time Got Louder                                       | Connie Cocchia | Canadá                                                      | Drama                              | Elizabeth Mitchell, Lochlyn Munro, Willow Shields, Sharon Taylor, Piper Curda, Aias Dalman                                                       | Deixando seu pai e seu irmão autista para ir para a faculdade, uma jovem explora sua independência e sua sexualidade                                                                      |
| Who Are We?                                                | Jirka Černý | Áustria                                                     | Drama, Romance                     | Felix Maria Berger, Marc Buchegger, Jason Cloud, Marc DeKos, Alexander Diwiak                                                                    | Um casal gay tenta apimentar seu relacionamento estagnado ao entrarem em um aplicativo de namoro                                                                                          |
| Wie Gott uns schuf - Coming Out in der katholischen Kirche | Hajo Seppelt, Peter Wozny, Katharina Kühn, Marc Rosenthal                                                                | Alemanha                                                    | Documentário                       | Ralf Klein, Carla Bieling, Theo Schenkel, Monika Schmelter, Marie Kortenbusch, Rainer Teuber                                                     | 125 membros da Igreja Católica saem do armário |
| The World for the Two of Us (兩人世界)                     | Kashou Iizuka | Japão                                                       | Drama                              | Ryôta Bandô, Yuki Katayama | [ 241 ] |
| You Can Live Forever                                       | Mark Slutsky, Sarah Watts                                                                                                | Canadá                                                      | Drama                              | Anwen O'Driscoll, June Laporte, Liane Balaban, Hasani Freeman                                                                                    | Uma jovem é enviada para viver com parentes parte das Testemunhas de Jeová e se apaixona pela filha de um dos líderes                                                                     |
| Youtopia                                                   | Scout Durwood, Nate Lipp, Jason Zeni                                                                                     | EUA                                                         | Musical, Comédia                   | Scout Durwood, McKenzie Trent, Jess Rona, Katie Wee, Nikki McKenzie, Christine Lakin                                                             | Após ser largada pela namorada, uma mulher se declara como uma nação independente |
| Yuri no Amaoto (百合の雨音)                                | Shusuke Kaneko | Japão                                                       | Drama                              | Kazuha Komiya, Kazumi. Yurisa, Aika Yukihira, Jiro Ômiya, Tomu Miyazaki                                                                          | Uma editora e sua chefe se refugiam em um motel para escapar da chuva |